# Mont Sir Donald
Le mont Sir Donald (anglais : Mount Sir Donald) est le plus haut sommet du chaînon Sir Donald en Colombie-Britannique (Canada).

Vue panoramique du mont Sir Donald (au centre, en arrière-plan).